# Izbice (Novi Pazar)
Pour les articles homonymes, voir Izbice.
Izbice (en serbe cyrillique : Избице) est une localité de Serbie située sur le territoire de la Ville de Novi Pazar, district de Raška. Au recensement de 2011, elle comptait 1 502 habitants.
Izbice est officiellement classé parmi les villages de Serbie.

## Démographie

### Évolution historique de la population
| 1948 | 1953 | 1961 | 1971 | 1981  | 1991  | 2002  | 2011  |
| ---- | ---- | ---- | ---- | ----- | ----- | ----- | ----- |
| 738  | 804  | 927  | 979  | 1 256 | 1 676 | 1 949 | 1 502 |

|  |